# Roy Meyer
Roy Meyer (Breda, 4 de junio de 1991) es un deportista neerlandés que compite en judo.
Ganó dos medallas de bronce en el Campeonato Mundial de Judo, en los años 2019 y 2021, y dos medallas de bronce en el Campeonato Europeo de Judo, en los años 2017 y 2022.
Participó en los Juegos Olímpicos de Río de Janeiro 2016, ocupando el séptimo lugar en la categoría de +100 kg.

## Palmarés internacional
| Campeonato Mundial | Campeonato Mundial | Campeonato Mundial | Campeonato Mundial |
| Año                | Lugar              | Medalla            | Categoría          |
| ------------------ | ------------------ | ------------------ | ------------------ |
| 2019               | Tokio (Japón)      | Medalla de bronce  | +100 kg            |
| 2021               | Budapest (Hungría) | Medalla de bronce  | +100 kg            |
| Campeonato Europeo |                    |                    |                    |
| Año                | Lugar              | Medalla            | Categoría          |
| 2017               | Varsovia (Polonia) | Medalla de bronce  | +100 kg            |
| 2022               | Sofía (Bulgaria)   | Medalla de bronce  | +100 kg            |